# 塞奥恩达
塞奥恩达（Seondha），是印度中央邦Datia县的一个城镇。总人口19540（2001年）。

## 人口
该地2001年总人口19540人，其中男性10656人，女性8884人；0—6岁人口3196人，其中男1737人，女1459人；识字率60.20%，其中男性为69.20%，女性为49.40%。